# Синкевич, Жанна Сергеевна
Жанна Сергеевна Синкевич (до 2023 — Каськова; род. 28 сентября 1994, Курск) — российская волейболистка, диагональная нападающая. 

## Биография
Начала заниматься волейболом в 11-летнем возрасте в курской ДЮСШ № 2. 1-й тренер — С. В. Беседина. В 2012 приглашена в местный «Политех», игравший в высшей лиге «Б». За курскую команду выступала на протяжении 7 сезонов, с 2013 — в высшей лиге «А». В 2019 заключила контракт с «Тулицей», а в 2020 — с нижегородской «Спартой», в составе которой дебютировала в суперлиге чемпионата России.

### Клубная карьера
- 2012—2019 —  «Политех»/«ЮЗГУ-Политех»/«ЮЗГУ-Атом» (Курск) — высшие лиги «Б» и «А»;
- 2019—2020 —  «Тулица» (Тула) — высшая лига «А».
- 2020—2022 —  «Спарта» (Нижний Новгород) — суперлига;
- 2022—2023 —  «Динамо-Метар» (Челябинск) — суперлига;
- 2023—2024 —  «Локомотив» (Калининград) — суперлига;
- с 2024 —  «Тулица» (Тула) — суперлига.

## Достижения
- серебряный призёр чемпионата России 2024.
- бронзовый призёр розыгрыша Кубка России 2022.
- серебряный (2020) и двукратный бронзовый (2017, 2018) призёр чемпионатов России среди команд высшей лиги «А».